# Carl Ehrenreich

Carl Ehrenreich.

Carl Ehrenreich, född 1798 i Rheinsburg i Preussen, död 5 februari 1867 i Stockholm, var musikdirektör i svenska armén, professor i musikaliska akademien, Riddare av Vasaorden med mera.
Ehrenreich kom till Sverige från Tyskland och engagerades 1821 som förste essklarinettist vid Andra livgardet. Man ansåg att det fanns ett behov av att utveckla  harmonimusiken i Sverige som då ännu låg i sin linda, och han skulle även instruera eleverna vid gardesregementenas musikkårer, Han blev kort därefter direktör vid Lifregementets grenadierkår och Västmanlands regemente, samt några år senare även vid Värmlands regemente, och bestred en kort tid enahanda befattning vid Värmlands fältjägare. Intill sin död bibehöll han platsen vid Lifregementets grenadierkår och Värmlands regemente. Ehrenreich har danat mången skicklig solist, i synnerhet på klarinett, vilket instrument han behandlade som virtuos. Han stiftade pensionsfonder efter Bernhard Crusells mönster vid de regementsmusikkårer, vars nitiske anförare han varit.